# Aldingen
Aldingen település Németországban, azon belül Baden-Württembergben. Lakosainak száma 7775 fő (2023. december 31.). Aldingen Spaichingen, Frittlingen, Rottweil, Denkingen, Trossingen és Deißlingen községekkel határos.

## Népesség
A település népessége az elmúlt években az alábbi módon változott:
| Lakosok száma | 5372 | 7578 | 7555 | 7567 | 7720 | 7775 |
|               | 1975 | 2017 | 2019 | 2021 | 2022 | 2023 |